# لورن جکسون
لورن جکسون (انگلیسی: Lauren Jackson؛ زادهٔ ۱۱ مهٔ ۱۹۸۱) بازیکن بسکتبال اهل استرالیا است.
وی در مسابقات کشوری و بین‌المللی در مجموع برندهٔ ۲ مدال طلا، ۴ مدال نقره، ۳ مدال برنز شده‌است.